# Nesolagus sinensis
Nesolagus sinensis — викопний вид смугастого кролика (рід Nesolagus) із ранньосередньоплейстоценової «фауни гігантопітеків» Гуансі-Чжуанського автономного району Китаю. Вважається, що він є предком нині живих членів роду та розвинувся з міоценового роду Alilepus. Це перший викопний таксон у своєму роді та єдиний лепорид у фауні гігантопітеків.